# Clavaria subacuta
Clavaria subacuta är en svampart som beskrevs av S. Ito & S. Imai 1937. Clavaria subacuta ingår i släktet Clavaria och familjen fingersvampar.   Inga underarter finns listade i Catalogue of Life.